# Élections municipales de 2020 à Dunkerque
Pour des articles plus généraux, voir Élections municipales de 2020 dans le Nord et Élections à Dunkerque.
Les élections municipales ont lieu le 15 mars 2020 à Dunkerque.

## Mode de scrutin
Le mode de scrutin à Dunkerque est celui des villes de plus de 1 000 habitants : la liste arrivée en tête obtient la moitié des 53 sièges du conseil municipal. Le reste est réparti à la proportionnelle entre toutes les listes ayant obtenu au moins 5 % des suffrages exprimés. Un deuxième tour est organisé si aucune liste n'atteint la majorité absolue et au moins 25 % des inscrits au premier tour. Seules les listes ayant obtenu aux moins 10 % des suffrages exprimés peuvent s'y présenter. Les listes ayant obtenu au moins 5 % des suffrages exprimés peuvent fusionner avec une liste présente au second tour.

## Contexte
Six ans après avoir battu le sénateur-maire de Dunkerque Michel Delebarre, Patrice Vergriete se représente pour un second mandat, face à lui une liste de l'opposition de gauche défaite de 2014, la liste RN avec un nouveau leader, une liste de La France insoumise et une liste Lutte ouvrière. La surprise de ces élections est l'absence de liste LR, une première depuis des décennies dans la cité de Jean Bart.

## Résultats
- Maire sortant : Patrice Vergriete (DVG)
- 53 sièges à pourvoir (population légale 2017 : 87 353 habitants)

| Tête de liste                                          | Tête de liste         | Liste                 | Premier tour | Premier tour | Sièges | Sièges |  |
| Tête de liste                                          | Tête de liste         | Liste                 | Voix         | %            | CM     | CC     |  |
| ------------------------------------------------------ | --------------------- | --------------------- | ------------ | ------------ | ------ | ------ |  |
|                                                        | Patrice Vergriete     | UDI-PRG               | 14 257       | 64,04        | 46     | 24     |  |
| Dunkerque en mouvement                                 |                       |                       | 14 257       | 64,04        | 46     | 24     |  |
|                                                        | Yohann Duval          | RN                    | 3 405        | 15,29        | 4      | 2      |  |
| Défi Dunkerquois                                       |                       |                       | 3 405        | 15,29        | 4      | 2      |  |
|                                                        | Claude Nicolet        | MDC                   | 2 881        | 12,94        | 3      | 2      |  |
| Avec vous, pour vous, soyons dunkerquois               |                       |                       | 2 881        | 12,94        | 3      | 2      |  |
|                                                        | Jean-Louis Gadéa      | LFI                   | 1 091        | 4,90         | 0      | 0      |  |
| La liste d'union                                       |                       |                       | 1 091        | 4,90         | 0      | 0      |  |
|                                                        | Jacques Volant        | LO                    | 627          | 2,81         | 0      | 0      |  |
| Lutte ouvrière faire entendre le camp des travailleurs |                       |                       | 627          | 2,81         | 0      | 0      |  |
|                                                        |                       |                       |              |              |        |        |  |
| Exprimés                                               | Exprimés              | Exprimés              | 22 261       | 95,04        |        |        |  |
| Blancs                                                 | Blancs                | Blancs                | 695          | 2,97         |        |        |  |
| Nuls                                                   | Nuls                  | Nuls                  | 466          | 1,99         |        |        |  |
| Total                                                  | Total                 | Total                 | 23 422       | 100          | 53     | 28     |  |
| Abstention                                             | Abstention            | Abstention            | 38 495       | 62,17        |        |        |  |
| Inscrit/participation                                  | Inscrit/participation | Inscrit/participation | 61 917       | 37,83        |        |        |  |

### Communes associéesdeDunkerque
| Commune           | Population 2017 | Maire sortant     | Parti | Parti | Maire élu            | Parti | Parti |
| ----------------- | --------------- | ----------------- | ----- | ----- | -------------------- | ----- | ----- |
| Mardyck           | 304             | Fabienne Castel   |       | DVG   | Fabienne Castel      |       | DVG   |
| Fort-Mardyck      | 3 485           | Roméo Ragazzo     |       | PS    | Grégory Bartholoméus |       | DVG   |
| Saint-Pol-sur-Mer | 20 373          | Jean-Pierre Clicq |       | MDC   | Jean-Pierre Clicq    |       | MDC   |

#### Fort-Mardyck[2]
- Maire sortant : Roméo Ragazzo (PS)
- 23 sièges à pourvoir

|                | Grégory Bartholoméus | DVG            | 787  | 67 %    | 20 |  |  |  |
|                | Angélique Verbecke   | RN             | 379  | 32,50 % | 3  |  |  |  |
|                |                      |                |      |         |    |  |  |  |
| Inscrits       | Inscrits             | Inscrits       | 2753 | 100,0   |    |  |  |  |
| Abstentions    | Abstentions          | Abstentions    | 1527 | 55,47   |    |  |  |  |
| Votants        | Votants              | Votants        | 1226 | 44,53   |    |  |  |  |
| Blancs et nuls | Blancs et nuls       | Blancs et nuls | 60   | 4,9     |    |  |  |  |
| Exprimés       | Exprimés             | Exprimés       | 1166 | 95,10   |    |  |  |  |

#### Saint-Pol-sur-Mer
- Maire sortant : Jean-Pierre Clicq (MDC)
- 35 sièges à pourvoir

| Tête de liste            | Tête de liste       | Liste          | Premier tour | Premier tour | Second tour | Second tour | Sièges | Sièges |
| Tête de liste            | Tête de liste       | Liste          | Voix         | %            | Voix        | %           | Nombre | %      |
| ------------------------ | ------------------- | -------------- | ------------ | ------------ | ----------- | ----------- | ------ | ------ |
|                          | Jean-Pierre Clicq * | MDC            | 2115         | 37,14 %      |             | 42,52 %     | 25     |        |
|                          | Adrien Nave         | RN             | 1716         | 30,14 %      |             | 29,42 %     | 5      |        |
|                          | Virginie Varlet     | DVG            | 1608         | 28,24 %      |             | 28,6 %      | 5      |        |
|                          | Stéphanie Maison    | LFI            | 255          | 4,48 %       |             |             | 0      |        |
| * Liste du maire sortant |                     |                |              |              |             |             |        |        |
|                          |                     |                |              |              |             |             |        |        |
| Inscrits                 | Inscrits            | Inscrits       | 14220        | 100,0        | 14220       | 100,0       |        |        |
| Abstentions              |                     |                |              |              |             |             |        |        |
| Votants                  | Votants             | Votants        | 5892         | 41.44        | 5855        | 41.13       |        |        |
| Blancs et nuls           | Blancs et nuls      | Blancs et nuls |              | 3.37         | 145         | 2.47        |        |        |
| Exprimés                 | Exprimés            | Exprimés       | 5693         | 40.03        | 5710        | 40.15       |        |        |

## Logos des candidats

Logo de Patrice Vergriete